# Conospermum crassinervium
Conospermum crassinervium (лат.) — кустарник, вид рода Коноспермум (Conospermum) семейства Протейные (Proteaceae), эндемик Западной Австралии.

## Ботаническое описание
Conospermum crassinervium — низкий кустарник до 1,5 м высотой в цветущим состоянии и до 50 см — в вегетативном. Листья прикорневые, пучковые, раскидистые; черешок 1,5–16 см длиной. Соцветие — кисть; цветонос 60–130 см длиной мелкоопушённый; прицветники ланцетные, длиной 5–9 мм, шириной 1–2,5 мм, белые мелкоопушённые. Околоцветник белый, ворсинчатый; трубка длиной 1,3–3,5 мм; ворсинчатая верхняя губа; внутренняя поверхность бордово-коричневая, гладкая; на вершине пучок более длинных волосков. Плод — орех длиной 2,5–3 мм, шириной 2–2,75 мм с волосками по окружности 1 мм длиной, рыжевато-коричневый; верхушка белая мелкоопушённая с красным экссудатом.

## Таксономия
Впервые этот вид был описан в 1856 году немецким ботаником Фердинандом Мюллером в работе Огюстена Пирама Декандоля Proteaceae. Prodromus Systematis Naturalis Regni Vegetabilis по образцу, собранному в долине реки Суон Джеймсом Драммондом.

## Распространение и местообитание
C. crassinervium — эндемик Западной Австралии. Встречается на склонах холмов и в районах песчаных равнин в регионах Уитбелт и прибрежной равнины Суон в Западной Австралии, где вид растёт на песчаных почвах, часто поверх латерита или известняка.

## Культивирование
Растение подходит для выращивания цветов на срезку, хотя урожайность невысока. Цветки также хорошо высушиваются.